# Шеннон Неттл
Шеннон Неттл (англ. Shannon Nettle; нар. 10 червня 1978) — колишній австралійський тенісист.
Найвищу одиночну позицію світового рейтингу — 339 місце досяг 4 жовтня 2004, парну — 360 місце — 9 жовтня 2006 року.

## Титули на челленджерах

### Парний розряд: (1)
| Ранг | Рік  | Турнір               | Покриття | Партнер     | Суперники                 | Рахунок          |
| ---- | ---- | -------------------- | -------- | ----------- | ------------------------- | ---------------- |
| 1.   | 2005 | Калаундра, Австралія | Тверде   | Петер Лучак | Роберт Смітс Алекс Влашкі | 6–7(4), 6–4, 6–2 |